# Гасанов, Айдын Арсланбекович
Айдын Арсланбекович Гасанов (5 ноября 1978, Каспийск, Дагестанская АССР, РСФСР, СССР) — российский боксёр, чемпион и призёр чемпионатов России.

## Биография
Боксом начал заниматься в 1995 году. Является воспитанником СДЮШОР города Каспийска. В 1997 году на чемпионате России завоевал бронзовую медаль, проиграв в полуфинале Дмитрию Павлюченкову. В 2000 году победил на чемпионате России. В 2001 году представлял Россию на Играх доброй воли в Брисбене.

## Личная жизнь
В 1995 году окончил школу № 1 в Каспийске. В 2002 году окончил Дагестанский государственный технический университет, факультет ОДД. В 2003 году окончил Дагестанский государственный педагогический университет, факультет физкультуры. В 2006 году окончил Российскую правовую академию министерства юстиции и РФ, юридический факультет. С 2012-2014 году работал генеральным директором строительной компании.

## Достижения
- Чемпионат России по боксу 1997 —
- Чемпионат России по боксу 1998 —
- Чемпионат России по боксу 2000 —
- Чемпионат России по боксу 2001 —
- Чемпионат России по боксу 2002 —
- Чемпионат России по боксу 2003 —